# 闾河 (淮河)
闾河位于中国河南省东南部，是淮河上游左岸支流，古称“清陂水”、“慎水”，发源于正阳县城南4公里的和尚塘，向东流经正阳县东部和息县北部地区，在息县包信镇东南，沿着息县、淮滨县边界向南流至长陵乡东南汇入淮河。全长100公里，流域面积898平方公里。流域多年平均年降水量962.1毫米，多年平均年径流量2.389亿立方米。